# Petrusburcht

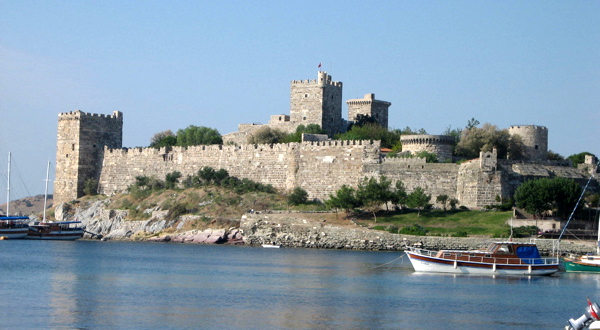
De Petrusburcht

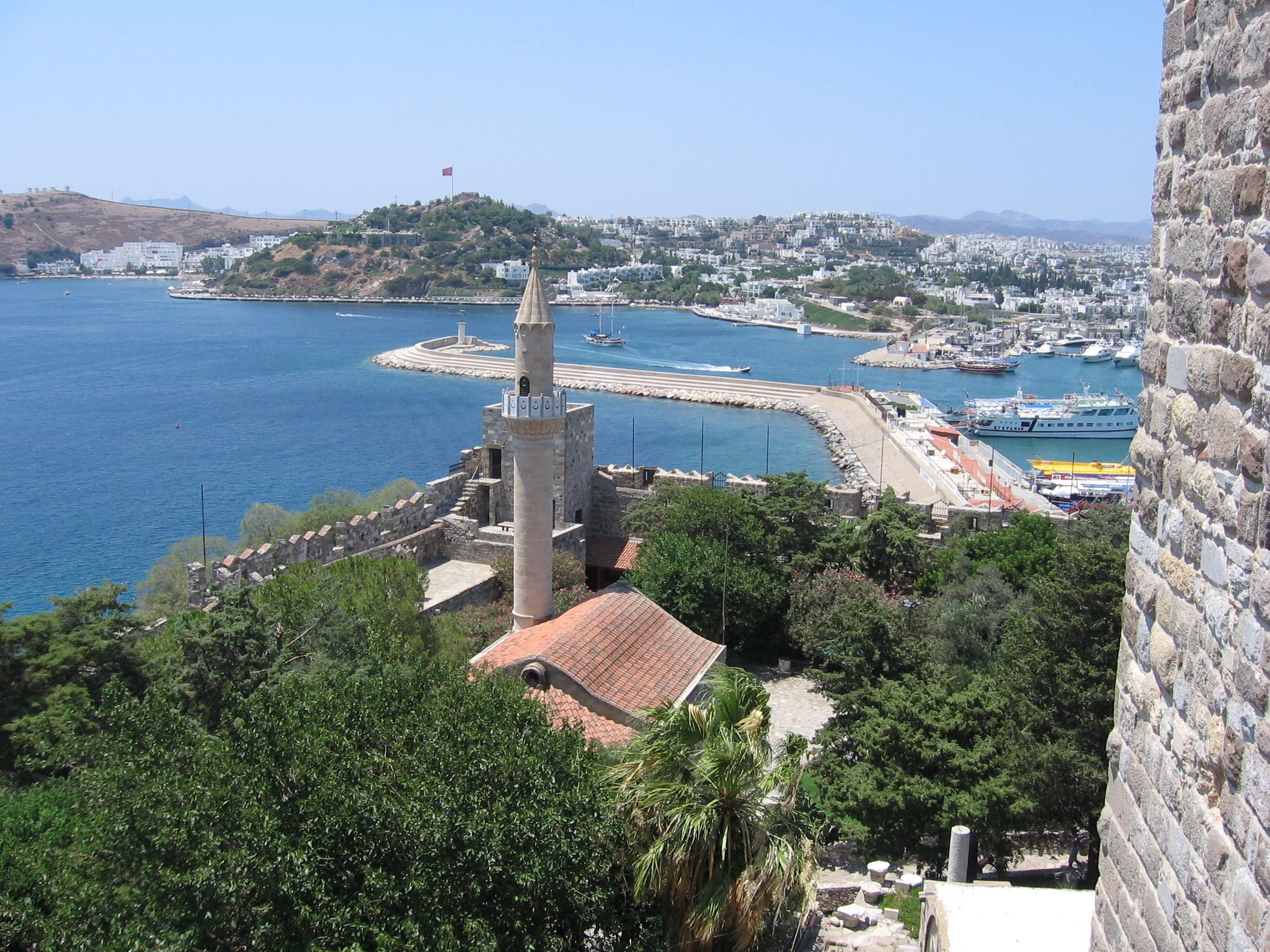
De burchtmoskee en de haven van Bodrum

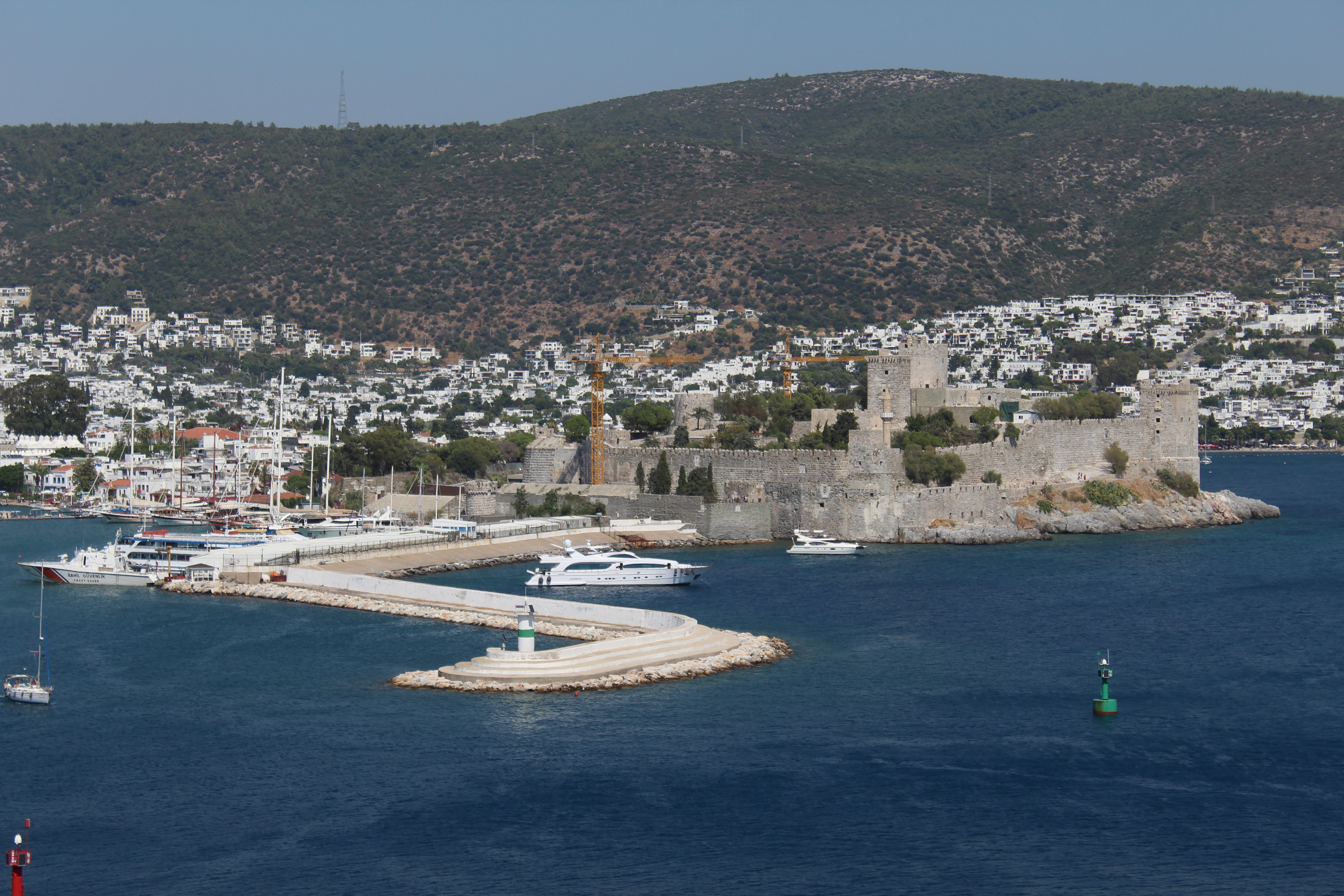
Bewerken van Petrusburcht, 2020

De Petrusburcht is een versterkte burcht op een schiereiland voor de haven van de Turkse stad Bodrum. Het werd gebouwd door de Johannieters. Met de bouw werd begonnen in 1402. Toen de burcht in 1522 versterkt diende te worden werden grote blokken steen en marmer gebruikt die afkomstig waren van het Mausoleum van Halicarnassus. Toen de Johannieters door de Ottomanen uit Rhodos werden verdreven na een belegering, gaven ze zonder strijd ook de Petrusburcht op en trokken ze zich terug naar Malta, dat ze van keizer Karel V in leen kregen. De naam Bodrum zou stammen van Petronium, verwijzend naar de Petrusburcht.

## Bezienswaardigheden
In het kasteel is een museum gevestigd waarin onder andere het zogenaamde Glaswrak tentoongesteld wordt, ook bekend onder de naam Schip van Uluburun. Dit is een Fenicisch schip. Hierin werd een grote hoeveelheid glaswerk gevonden. Verder is het graf te zien van de Karische prinses Ada van Karië en een aantal vondsten uit de prehistorie en de Byzantijnse tijd.